# تريني ألفارادو
تريني ألفارادو (بالإنجليزية: Trini Alvarado)‏ (و. 1967  م) هي راقصة، وممثلة مسرحية، وممثلة تلفزيونية، وممثلة أفلام أمريكية، ولدت في نيويورك، بدأت مشوارها المهني سنة 1977.

## التعليم
تعلمت في جامعة فوردهام.

## وصلات خارجية
- تريني ألفارادو على موقع IMDb (الإنجليزية)
- تريني ألفارادو على موقع ألو سيني (الفرنسية)
- تريني ألفارادو على موقع ميوزك برينز (الإنجليزية)
- تريني ألفارادو على موقع أول موفي (الإنجليزية)
- تريني ألفارادو على موقع قاعدة بيانات برودواي على الإنترنت (الإنجليزية)
- تريني ألفارادو على موقع قاعدة بيانات الأفلام السويدية (السويدية)
- تريني ألفارادو على موقع إن إن دي بي (الإنجليزية)
- تريني ألفارادو على موقع قاعدة بيانات الفيلم (الإنجليزية)
- تريني ألفارادو على موقع كينوبويسك (الروسية)